# Среднеичинский
Среднеичинский — посёлок в Северном районе Новосибирской области России. Административный центр Потюкановского сельсовета.

## География
Площадь посёлка — 33 гектара.

## История
В 1966 году указом президиума ВС РСФСР посёлок лесхоза Потюкановского сельсовета переименован в Среднеичинский.

## Население

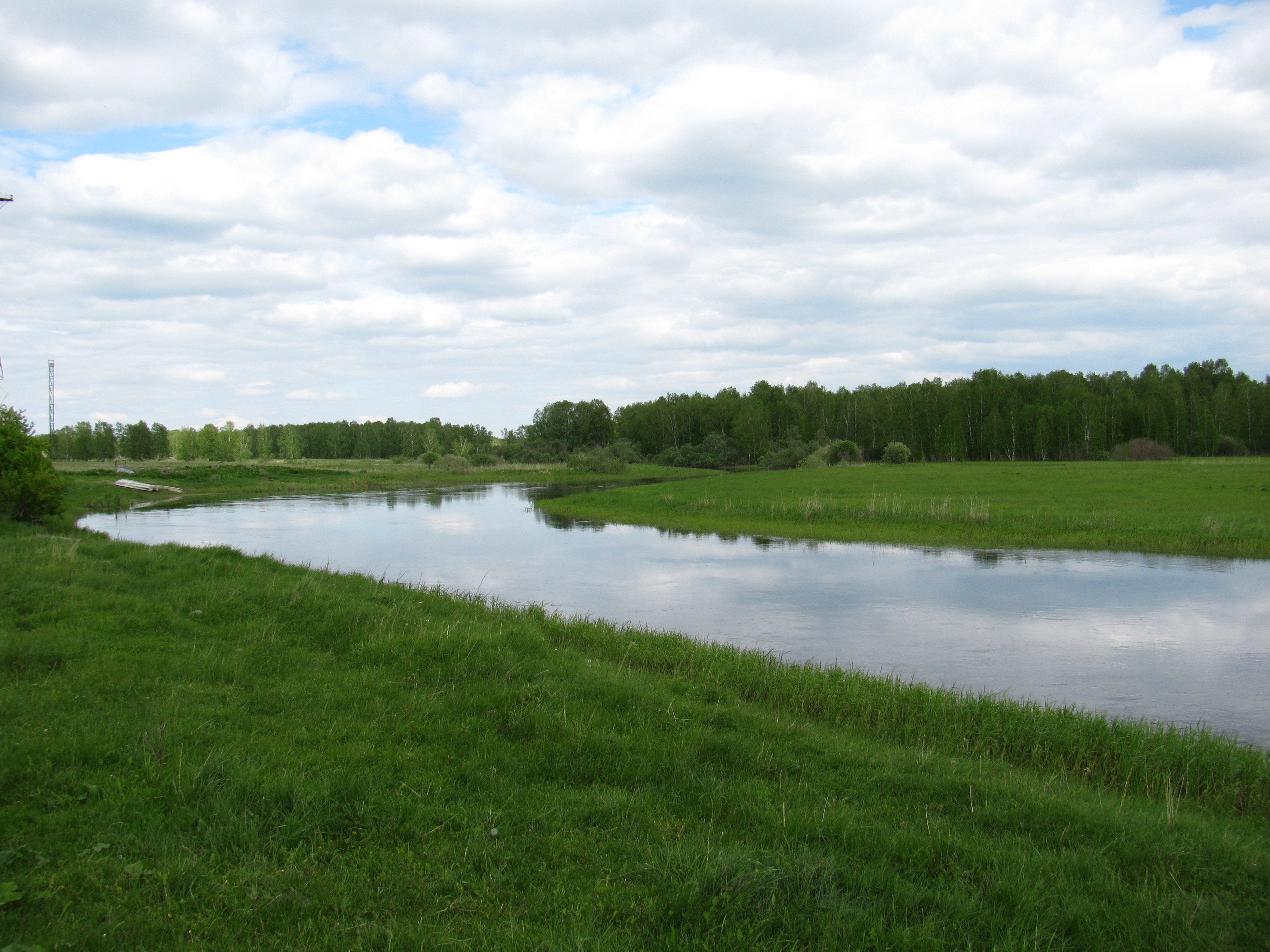
Река Ича в Среднеичинском

| 2002 | 2007 | 2010 | 2016 | 2017 | 2018 | 2019 |
| ---- | ---- | ---- | ---- | ---- | ---- | ---- |
| 145  | ↘132 | ↘111 | ↘98  | ↘96  | ↘93  | ↘89  |
| 2020 | 2021 |      |      |      |      |      |
| ↘80  | ↘74  |      |      |      |      |      |

## Инфраструктура
В посёлке по данным на 2007 год функционируют 1 учреждение здравоохранения и 1 учреждение образования.